# Chris Apecechea
Chris Apecechea (Palo Alto, 8 gennaio 1998) è un allenatore di baseball statunitense, attuale assistant pitching coach dei San Diego Padres (MLB)..